# Morseho potenciál

Morseho potenciál (modře) a potenciál harmonického oscilátoru (zeleně).

Morseho potenciál je vhodně zvolená analytická funkce, která se používá při výpočtech v kvantové mechanice resp. chemii pro přibližné vyjádření průběhu potenciálu V(r) v okolí jader. Jeho zápis zní:
{\displaystyle V(r)=D_{e}\left(1-e^{-a(r-r_{e})}\right)^{2}-D_{e}},
kde {\displaystyle r} je vzdálenost; {\displaystyle r_{e}} , {\displaystyle D_{e}} a {\displaystyle a} vhodně zvolené konstanty.
Pojmenován je po americkém fyzikovi Philipu M. Morseovi